# 固原六盤山空港
固原六盤山空港（こげんりくばんさんくうこう）は中華人民共和国寧夏回族自治区固原市原州区中河郷高坡村に位置する空港。固原市街から13km離れている。

## 概要
それまで民間空港の無かった寧夏回族自治区南部に初めて出来た4C級の支線用空港である。総投資額4.58億元で、滑走路は2,800mの長さを持ちボーイング737、エアバスA320などの支線用機が発着出来る。

## 沿革
- 2007年9月16日 - 正式着工[6]
- 2010年6月8日 - 試験飛行が成功[4]
- 2010年6月26日 - 正式開港[7]

## 就航航空会社と就航路線
- 幸福航空 - 銀川、西安（MA60）[8]

## 註釈・参考資料
1. ↑  Honeywell Service Information LetterPDF
2. ↑  山城固原開天路（人民網）[リンク切れ]
3. ↑  幸福航空固原六盤山機場驗證試飛情況總結報告（幸福航空）[リンク切れ]
4. 1 2  固原機場試飛成功（人民網）
5. 1 2  寧夏固原六盤山機場正式通航(中國民航局)  Archived 2012年3月29日, at the Wayback Machine.
6. ↑  寧夏航空市場添重彩　固原民用機場開工奠基（民航資源網）
7. ↑  寧夏固原六盤山機場正式通航(人民網) Archived 2010年6月30日, at the Wayback Machine.
8. ↑  固原航班出発時刻表（携程旅行網）